# Paedophile Information Exchange
Die Paedophile Information Exchange (PIE) war eine britische Aktivistengruppe der Pädophilenbewegung, die im Oktober 1974 gegründet und 1984 offiziell aufgelöst wurde. Die Gruppe setzte sich für die Abschaffung des Schutzalters ein, veröffentlichte periodische Publikationen und führte ein Register für den gegenseitigen Austausch ihrer Mitglieder. Obwohl sie auch einige Frauen als Mitglieder hatte, bestand die Organisation hauptsächlich aus jungen, häufig gebildeten männlichen Pädophilen, darunter Jugend- und Pflegearbeitern. 1977 hatte die Gruppe knapp 250 Mitglieder.

## Geschichte
PIE wurde als spezielle Interessengruppe innerhalb der Scottish Minorities Group von Michael Hanson, einem in Edinburgh lebenden schwulen Studenten, der der erste Vorsitzende der Gruppe wurde, und Ian Dunn, der auch der Gründer der Scottish Minorities Group war, ins Leben gerufen. Obwohl Hanson sich nicht als pädophil identifizierte, sympathisierte er aufgrund seiner sexuellen Beziehung zu einem 15-Jährigen und der unterschiedlichen Altersgrenzen für heterosexuelle und homosexuelle Handlungen mit der Pädophilenbewegung. 1975 zog die Gruppe von London nach Schottland um, wo sie später mit der Gruppe Paedophile Action for Liberation (PAL) fusionierte‚ die sich als Abspaltung der South London Gay Liberation Front entwickelt hatte. Im August 1975 wurde die Gruppe in einem Bericht des Guardian erwähnt, wobei sie versuchte, sich im Windschatten der Lesben- und Schwulenbewegung für eine Normalisierung der Pädophilie einzusetzen. Das erklärte Ziel der Gruppe war es, „das Leiden vieler Erwachsener und Kinder zu lindern“, indem sie sich für die Abschaffung des Schutzalters und damit für die Legalisierung sexueller Handlungen zwischen Erwachsenen und Kindern einsetzte.
1976 waren sowohl PIE als auch PAL gebeten worden, dem Albany Trust, der von der britischen Regierung finanziell unterstützt wurde, bei der Erstellung einer Broschüre über Pädophilie zu helfen, die von dem Trust veröffentlicht werden sollte. Mary Whitehouse wies in einer Rede auf diese Zusammenarbeit hin und behauptete, dass öffentliche Gelder zur Subventionierung pädophiler Gruppen verwendet würden. PIE selbst erhielt keine öffentlichen Mittel. Die Albany Trustees beschlossen 1977, das Projekt nicht mehr weiterzuführen.
Im April 1976 startete die Gruppe Understanding Paedophilia unter der Leitung von Warren Middleton als Ersatz für den Newsletter. Die Zeitschrift veröffentlichte zahlreiche Umfragen zum Thema Pädophilie und die ersten Statistiken zu den Vorlieben von Pädophilen. Sie war als eine seriöse Zeitschrift gedacht, die Auszüge aus pädophiler Literatur und Artikel von Psychologen enthielt mit dem Ziel, Pädophilie salonfähig zu machen. Später wurde Understanding Paedophilia durch Magpie ersetzt, eine Monatszeitschrift (in den ersten acht Ausgaben), die sowohl Informationen über Pädophilie als auch künstlerische Beiträge (Fotografien, Texte, Zeichnungen usw.) enthielt. Es erschienen 17 Ausgaben. Das PIE veröffentlicht außerdem ein internes Bulletin und 1977 Childhood Rights, das später in die Magpie integriert wurde.
Für den 1. September 1977 organisierte der PIE, welcher damals rund 250 Mitglieder hatte, eine erste öffentliche Konferenz, auf der ihr neuer Präsident, Tom O’Carroll, und der niederländische Politiker Edward Brongersma sprachen. 150 Einladungen wurden an die Presse verschickt, was jedoch zu großen Kontroversen führte. Aufgrund von Drohungen gegen die Eigentümer des Veranstaltungsortes, an dem das Treffen stattfinden sollte, wurde es auf den 19. September verschoben. Es fand schließlich in der Conway Hall in London statt.
PIE war ein akzeptiertes Mitglied der britischen Bürgerrechtsorganisation National Council for Civil Liberties (NCCL). Laut Magpie wurden im Mai 1978 Anträge der NCCL verabschiedet, die die Rechte von PIE unterstützten, und die Jahresversammlung verurteilte „Angriffe“ gegen Pädophile und ihre Unterstützer mit den Worten: „Diese Jahresversammlung verurteilt die physischen und anderen Angriffe auf diejenigen, die über Pädophilie diskutiert oder versucht haben, darüber zu diskutieren, und bekräftigt die Verurteilung der NCCL von Belästigungen und ungesetzlichen Angriffen auf solche Personen.“ Die ehemalige NCCL-Generalsekräterin und Labour-Politikerin Patricia Hewitt entschuldigte sich später für die Duldung von Pädophilen in ihrer Organisation.
Im Sommer 1978 wurden die Wohnungen mehrerer Mitglieder des PIE-Ausschusses von der Polizei im Rahmen einer umfassenden Untersuchung der PIE-Aktivitäten durchsucht; als Ergebnis dieser Untersuchung wurde dem Direktor der Staatsanwaltschaft ein umfangreicher Bericht vorgelegt, und es folgte die strafrechtliche Verfolgung von PIE-Aktivisten. Insbesondere wurden fünf Aktivisten wegen des Drucks von Kontaktanzeigen in Magpie angeklagt, die darauf abzielten, sexuelle Handlungen zwischen Erwachsenen und Kindern zu fördern. Der Sprecher der Gruppe floh in die Niederlande und O’Carroll trat zurück, um seine Verteidigung vorzubereiten und das Buch Paedophilia, the radical case fertigzustellen. Die Verhaftungen führten zu einem deutlichen finanziellen Einbruch für die Organisation und die Publikation des Magpie musste eingestellt werden.
In August 1980 schlug Steven Adrian, der neue Präsident des PIE, die Gründung einer internationalen Föderation von Pädophilengruppen und Kinderrechtsgruppen vor, jedoch ohne Erfolg. Die Gruppe, deren Zeitschriftenvertrieb eingestellt wurde, verteilte noch Broschüren und Aufkleber, um weiterhin auf sich aufmerksam zu machen. 1981 wurde der ehemalige PIE-Präsident O’Carroll aufgrund von Kontaktanzeigen im Magpie wegen „Verschwörung zur Verderbnis der öffentlichen Moral“ strafrechtlich verurteilt.
1984 berichtete die Times, dass zwei ehemalige Vorstandsmitglieder von PIE wegen Kinderpornografie verurteilt, aber vom Vorwurf der Anstiftung zu ungesetzlichen sexuellen Handlungen mit Kindern freigesprochen worden waren und dass der Leiter der Gruppe auf Kaution aus dem Land geflohen war. Im PIE-Bulletin vom Juli 1984 wurde schließlich die Auflösung der Gruppe bekannt gegeben.

## Mitglieder
Die Obscene Publications Unit der Metropolitan Police verfügte über eine geheime Liste von 316 PIE-Mitgliedern, die meisten davon Männer und aus dem Vereinigten Königreich, aber auch einige aus dem übrigen westlichen Europa, Australien und den USA, die möglicherweise bei einer Polizeirazzia Ende der 1970er Jahre beschlagnahmt worden war. Die Liste wurde an die BBC weitergegeben. Diese fand Informationen über 45 % der Personen auf der Liste: Die Hälfte wurde später verurteilt, verwarnt oder angeklagt wegen Sexualdelikten gegen Kinder, darunter wegen Verbreitung von Missbrauchsbildern, Entführung und Vergewaltigung. Etwa 70 Personen auf der Liste hatten eine Tätigkeit ausgeübt, bei der sie wahrscheinlich mit Minderjährigen in Kontakt gekommen waren. Die Hälfte der 70 waren Lehrer, die anderen Sozialarbeiter, Sporttrainer, Jugendbetreuer, Ärzte, Geistliche, Laienprediger und Militäroffiziere, die in der Jugendarbeit tätig waren.
Im November 1980 enthüllte die Zeitschrift Private Eye, dass Peter Hayman, ehemaliger britischer Hochkommissar in Kanada und hochrangiges Mitglied des MI6, unter dem Pseudonym „Peter Henderson“ kinderpornografische Schriften per Post versandt hatte. Er war auch Mitglied des PIE. 1981 fragte der Tory-Abgeordnete Geoffrey Dickens, warum Hayman nicht strafrechtlich verfolgt worden sei und: „Wie kommt ein solches potenzielles Erpressungsrisiko dazu, hochsensible Posten im Verteidigungsministerium und bei der NATO zu bekleiden?“
Am 19. Juli 2015 strahlte die australische Fernsehsendung 60 Minutes Enthüllungen über einen angeblichen Pädophilenring aus, in den einer der Gründer von PIE, Peter Righton, der auch ein ehemaliger Direktor für Bildung im National Institute for Social Work war, hochrangige Personen mit Minderjährigen versorgt haben soll. Zu dem angeblichen Netzwerk sollen wichtige Personen des öffentlichen Lebens wie Greville Janner und Cyril Smith sowie MI6-Agent Peter Hayman gehört haben. Laut dem Daily Mirror soll der britische Premierminister Edward Heath an mehreren Meetings des PIE teilgenommen haben.